# Xfm Manchester
 (novembre 2023).
Si vous disposez d'ouvrages ou d'articles de référence ou si vous connaissez des sites web de qualité traitant du thème abordé ici, merci de compléter l'article en donnant les références utiles à sa vérifiabilité et en les liant à la section « Notes et références ».
Xfm Manchester est une ancienne station de radio britannique du réseau Xfm diffusant de la musique alternative à Manchester et dans le nord-ouest de l'Angleterre. Elle s'est construite sur le format de Xfm London, son homologue londonienne. Les deux radios ont une bonne partie de leur programme en commun, mais une petite partie reste propre à Manchester.
À son lancement en 2006, elle appartenait à GCap Media ; à partir de 2008 elle est devenue propriété du groupe Global Radio. Le 21 septembre 2015, elle a été remplacée, comme Xfm London, par Radio X. 